# III Lubelski Batalion Etapowy
III Lubelski batalion etapowy – oddział wojsk wartowniczych i etapowych w okresie II Rzeczypospolitej pełniący między innymi służbę ochronną na granicy polsko-sowieckiej.

## Formowanie i zmiany organizacyjne
Formowanie pododdziałów etapowych rozpoczęto na przełomie 1918-1919. 
W myśl rozkazu Naczelnego Dowództwa WP L24550/IV, rozkazem oficerskim nr 1 z 19 sierpnia 1919, z wszystkich formacji etapowych podległych DOE „Lwów“, sformowano 6 batalionów etapowych. 1 batalion etapowy (III Lubelski be) uzupełniono z kadry wartowniczej przy batalionie zapasowym 23 pułku piechoty. W jego skład weszły wszystkie formacje etapowe w powiatach: Brody, Radziechów, Kamionka Strumiłowa i Złoczów. Były to kompanie etapowe:5.,14.,20.,25.,35.,36.,40. i 41. Z nich utworzono etatowe 4 kompanie etapowe batalionu. Dowódcą batalionu został kpt. Władysław Pieniążek, a mp dowództwa batalionu stał się Złoczów.
Otrzymał on nazwę okręgu generalnego i kolejny numer porządkowy oznaczany cyfrą rzymską.
W myśl rozkazu NDWP nr 2900/IV z 30 stycznia 1920 I batalion etapowy stacjonujący w Złoczowie otrzymał nazwę III Lubelski batalion etapowy.
Do batalionu wcielono żołnierzy starszych wiekiem i o słabszej kondycji fizycznej. Oficerowie i podoficerowie nie mieli większego doświadczenia bojowego. Batalion nie posiadał broni ciężkiej, a broń indywidualną żołnierzy stanowiły stare karabiny różnych wzorów z niewielką ilością amunicji. 16 lipca 1920 batalion posiadał 700 żołnierzy i 3 cekaemy.
10 września batalion przebywał na koncentracji wojsk etapowych 6 Armii w Winnikach. Liczył wtedy w stanie żywionych 3 oficerów oraz 161 podoficerów i szeregowców, w stanie bojowym zaś 7 (?) oficerów oraz 113 podoficerów i szeregowców.
W lutym 1921 bataliony etapowe przejęły ochronę granicy polsko-rosyjskiej. Początkowo pełniły ją na linii kordonowej, a w maju zostały przesunięte bezpośrednio na linię graniczną z zadaniem zamknięcia wszystkich dróg, przejść i mostów.  
W 1921 bataliony etapowe ochraniające granicę przekształcono w bataliony celne.  VII Lubelski batalion etapowy wspólnie z III Lubelskim batalionem etapowym utworzyły 22 batalion celny.

## Dowódcy batalionu
- kpt. Maksymilian Ferenz[10]
- mjr Andrzej Poliwka[10]
- kpt. Władysław Pieniążek